# Ruby Soho
Ruby Soho è il terzo singolo estratto dall'album ...And Out Come the Wolves pubblicato dal gruppo punk rock Rancid per la Epitaph Records.

## Tracce
1. Ruby Soho – 2:42
2. That's Entertainment – 1:32
3. Disorder And Disarray – 2:50

## Formazione
- Tim Armstrong - chitarra e voce
- Lars Frederiksen - chitarra e voce
- Matt Freeman - basso e voce
- Brett Reed - batteria